# Liste der Bodendenkmale in Bruchhausen-Vilsen
In der Liste der Bodendenkmale in Bruchhausen-Vilsen sind die Bodendenkmale der niedersächsischen Gemeinde Bruchhausen-Vilsen aufgeführt. Die Quelle ist der Denkmalatlas Niedersachsen.
- Bitte beachten Sie, dass diese Liste keinen Anspruch auf Vollständigkeit erhebt.
- Die Angaben ersetzen nicht die rechtsverbindliche Auskunft der zuständigen Denkmalschutzbehörde.
- Es sind nur Daten aus dem Denkmalatlas verarbeitet.
- Der Stand der Liste ist der 26. Mai 2025.

Bruchhausen-Vilsen im Landkreis Diepholz

## Allgemein
In den Spalten finden sich folgende Informationen des Bodendenkmales:
| Lage         | geographische Koordinaten                                                           |
| Bezeichnung  | Bezeichnung lt. Denkmalatlas                                                        |
| Beschreibung | Beschreibung lt. Denkmalatlas                                                       |
| ID           | Objekt-ID                                                                           |
| Bild         | Bild, ggf. zusätzlich mit Link zu weiteren Fotos im Medienarchiv Wikimedia Commons. |

## Homfeld
| Lage                       | Bezeichnung            | Beschreibung | ID       | Bild |
| -------------------------- | ---------------------- | --- | -------- | ---- |
| 52° 48′ 9″ N, 9° 1′ 13″ O  | Homfeld 5, Grabhügel   | Durchmesser ca. 18 m und Höhe ca. 1,4 m. | 35587321 | BW   |
| 52° 48′ 9″ N, 9° 1′ 11″ O  | Homfeld 6, Grabhügel   | Durchmesser ca. 16 m und Höhe ca. 0,9 m. | 35587339 | BW   |
| 52° 48′ 9″ N, 9° 1′ 10″ O  | Homfeld 7, Grabhügel   | Durchmesser ca. 16 m und Höhe ca. 0,9 m. Kopfloch (Dm. 4 m, Tiefe 0,4 m). | 35587356 | BW   |
| 52° 48′ 11″ N, 9° 0′ 58″ O | Homfeld 34, Wegespuren | Zwei Bündel von historischen Wegespuren. Das eine verläuft parallel zum Affendorfer Weg von Westnordwest nach Ostsüdost. Das zweite vom Affendorfer Weg ausgehend quer über das erste, damit ältere, Wegebündel von Nordwesten nach Südosten und verläuft zwischen den Grabhügeln hindurch, klar auf diese Rücksicht nehmend. Vermutlich handelt es sich bei beiden Wegespuren um mittelalterliche Straßen, wenn auch beide früher datiert werden können. | 49323499 | BW   |

### Homfeld 10
- ID: 35587409
- Grabhügelfeld mit 15 erhaltenen Hügeln. Am Grabhügelfeld entlang und hindurch führen mehrere Hohlwege.

| Lage                       | Bezeichnung | Beschreibung | ID       | Bild |
| -------------------------- | ----------- | --- | -------- | ---- |
| 52° 48′ 10″ N, 9° 0′ 24″ O | Homfeld 1   | Durchmesser ca. 15 m und Höhe ca. 1,2 m. Südliche Hälfte von Pflugspuren überprägt.                                                                                        | 35587239 | BW   |
| 52° 48′ 13″ N, 9° 0′ 40″ O | Homfeld 10  | Durchmesser ca. 16 m und Höhe ca. 1 m. | 35587428 | BW   |
| 52° 48′ 12″ N, 9° 0′ 39″ O | Homfeld 11  | Durchmesser ca. 20 m und Höhe ca. 1,2 m. Kopfloch (Dm. 6 m, Tiefe 0,2 m).                                                                                                  | 35587442 | BW   |
| 52° 48′ 12″ N, 9° 0′ 39″ O | Homfeld 12  | Durchmesser ca. 14 m und Höhe ca. 0,9 m. | 35587456 | BW   |
| 52° 48′ 11″ N, 9° 0′ 38″ O | Homfeld 13  | Durchmesser ca. 20 m und Höhe ca. 1,2 m. Im Süden und Südosten abgepflügt.                                                                                                 | 35587470 | BW   |
| 52° 48′ 11″ N, 9° 0′ 36″ O | Homfeld 14  | Durchmesser ca. 20 m und Höhe ca. 1,1 m. Südliche Hälfte weggepflügt. | 35587484 | BW   |
| 52° 48′ 11″ N, 9° 0′ 34″ O | Homfeld 15  | Durchmesser ca. 14 m und Höhe ca. 1,3 m. Im Süden und Südwesten abgepflügt und östliches Viertel 2021 abgetragen.                                                          | 35587499 | BW   |
| 52° 48′ 11″ N, 9° 0′ 32″ O | Homfeld 16  | Durchmesser ca. 17 m und Höhe ca. 1,5 m. Langrechteckig, vermutlich vom Abgraben des westlichen und östlichen Drittels. Südfuß abgepflügt. Kopfloch (Dm. 4 m, 0,6 m tief). | 35587514 | BW   |
| 52° 48′ 12″ N, 9° 0′ 31″ O | Homfeld 17  | Durchmesser ca. 18 m und Höhe ca. 1,4 m. Am Nordwesthang zwei flache Gruben.                                                                                               | 35587528 | BW   |
| 52° 48′ 13″ N, 9° 0′ 29″ O | Homfeld 18  | Durchmesser ca. 19 m und Höhe ca. 1 m. Westhälfte komplett abgegraben. | 35587542 | BW   |
| 52° 48′ 14″ N, 9° 0′ 32″ O | Homfeld 19  | Durchmesser ca. 13 m und Höhe ca. 0,6 m. Nördlicher Hangfuß abgegraben. | 35587556 | BW   |
| 52° 48′ 13″ N, 9° 0′ 32″ O | Homfeld 20  | Durchmesser ca. 20 m und Höhe ca. 1,4 m. Nördlicher Hangfuß abgegraben. | 35587570 | BW   |
| 52° 48′ 13″ N, 9° 0′ 37″ O | Homfeld 21  | Größe ca. 21 × 15 m und Höhe ca. 1,5 m. Oval. | 35587584 | BW   |
| 52° 48′ 13″ N, 9° 0′ 37″ O | Homfeld 22  | Durchmesser ca. 14 m und Höhe ca. 0,9 m. Im Westfuß zwei Löcher, zusammen 5 × 4 m, Tiefe 0,5 m.                                                                            | 35587598 | BW   |
| 52° 48′ 12″ N, 9° 0′ 37″ O | Homfeld 23  | Durchmesser ca. 15 m und Höhe ca. 0,8 m. Kopfloch im Zentrum (Dm. 6 m, Tiefe 0,5 m).                                                                                       | 35587612 | BW   |

## Süstedt
| Lage                        | Bezeichnung         | Beschreibung | ID       | Bild |
| --------------------------- | ------------------- | --- | -------- | ---- |
| 52° 50′ 24″ N, 8° 53′ 51″ O | Süstedt 4, Landwehr | Der Verlauf der Landwehr kann teilweise noch anhand der modernen Grundstücksgrenzen nachvollzogen werden und ist in der Preußischen Landesaufnahme durchgehend als Wallhecke verzeichnet. Der Wall des über 100 m Länge erhaltenen Teilstückes hat eine Basisbreite von 6 m bei einer Höhe von 0,8 m. Der Graben ist 2 m breit und 0,1 m tief. | 35589620 | BW   |

## Wöpse
| Lage                       | Bezeichnung          | Beschreibung | ID       | Bild |
| -------------------------- | -------------------- | --- | -------- | ---- |
| 52° 48′ 31″ N, 9° 2′ 43″ O | Wöpse 1, Grabhügel   | Durchmesser ca. 12 m und Höhe ca. 1 m. Kuppe verflacht. Mehrere Tiergänge. | 35589715 | BW   |
| 52° 48′ 31″ N, 9° 2′ 42″ O | Wöpse 2, Grabhügel   | Durchmesser ca. 14 m und Höhe ca. 0,9 m. | 35589725 | BW   |
| 52° 48′ 32″ N, 9° 2′ 43″ O | Wöpse 3, Grabhügel   | Durchmesser ca. 14 m und Höhe ca. 1,2 m. In der Kuppe ein alter Kopfstich. | 35589735 | BW   |
| 52° 48′ 32″ N, 9° 2′ 43″ O | Wöpse 4, Grabhügel   | Durchmesser ca. 12 m und Höhe ca. 0,5 m. Zu 90 % abgepflügt. | 35589745 | BW   |
| 52° 48′ 33″ N, 9° 2′ 41″ O | Wöpse 5, Grabhügel   | Durchmesser ca. 15 m und Höhe ca. 1,6 m. | 35589755 | BW   |
| 52° 48′ 34″ N, 9° 2′ 42″ O | Wöpse 6, Grabhügel   | Durchmesser ca. 12 m und Höhe ca. 0,9 m. | 35589765 | BW   |
| 52° 48′ 35″ N, 9° 2′ 40″ O | Wöpse 7, Grabhügel   | Durchmesser ca. 14 m und Höhe ca. 1,1 m. | 35589775 | BW   |
| 52° 48′ 23″ N, 9° 1′ 25″ O | Wöpse 10, Grabhügel  | Durchmesser ca. 6 m und Höhe ca. 0,7 m. Sehr klein aber scharf geformt mit Kopfloch und ohne den dort verzeichneten T.P., vermutlich zu dessen Anlage stark überformt. | 35587716 | BW   |
| 52° 48′ 25″ N, 9° 1′ 32″ O | Wöpse 11, Grabhügel  | Durchmesser ca. 19 m und Höhe ca. 1,9 m. Gut erhaltenen mit zahlreichen Tierbauten. | 35587732 | BW   |
| 52° 48′ 25″ N, 9° 1′ 36″ O | Wöpse 12, Grabhügel  | Durchmesser ca. 19 m und Höhe ca. 1,7 m. Östlichstes Fünftel abgegraben. | 35587748 | BW   |
| 52° 48′ 24″ N, 9° 1′ 40″ O | Wöpse 13, Grabhügel  | Durchmesser ca. 18 m und Höhe ca. 1,7 m. | 35587764 | BW   |
| 52° 48′ 24″ N, 9° 1′ 43″ O | Wöpse 14, Grabhügel  | Durchmesser ca. 13 m und Höhe ca. 1,2 m. | 35587780 | BW   |
| 52° 48′ 43″ N, 9° 2′ 29″ O | Wöpse 16, Grabhügel  | Durchmesser ca. 14 m und Höhe ca. 1 m. Das Kopfloch (ein Schützenloch?) (Dm. 6 m, Tiefe 1,2 m) hat einen Zugang von Osten her. | 35587813 | BW   |
| 52° 48′ 35″ N, 9° 2′ 11″ O | Wöpse 20, Wegespuren | Von drei auf der Preußischen Landesaufnahme eingetragenen mittelalterlich-frühneuzeitlichen Hohlwegen, die von Westen nach Osten ansteigen, hat sich lediglich einer direkt nördlich der Straße Wöpser Berg erhalten. 115 m lang und macht einige weitwinkelige Knicke. Der Hohlweg ist 2,5 m breit und 0,3 m tief.                                                              | 49293291 | BW   |
| 52° 48′ 35″ N, 9° 2′ 40″ O | Wöpse 21, Wegespuren | Neben fünf annähernd parallel zueinander verlaufende Wegespuren, von denen die beiden nördlichen als Hohlwege ausgebildet sind, verlaufen noch werniger gut sichtbare Wegespuren von West nach Ost und eine gut ausgeprägte von Nordwesten nach Südosten. Sie nehmen alle Rücksicht auf die Grabhügel. Im Volksmund werden sie als „alte Post- oder alte Heerstraße“ bezeichnet. | 49293620 | BW   |
| 52° 48′ 23″ N, 9° 1′ 34″ O | Wöpse 22, Grabhügel  | Durchmesser ca. 13 m und Höhe ca. 0,6 m. Mittig von West nach Ost ein Waldweg. | 49330643 | BW   |